# Roodvleugelnontimalia
De roodvleugelnontimalia (Schoeniparus castaneceps synoniem: Alcippe castaneceps) is een zangvogel uit de familie Pellorneidae.

## Verspreiding en leefgebied
Deze soort telt 4 ondersoorten:
- S. c. castaneceps: van de oostelijke Himalaya tot westelijk Yunnan (zuidelijk China) en westelijk Thailand.
- S. c. exul: van noordelijk Thailand en oostelijk Yunnan tot Laos en noordwestelijk Vietnam.
- S. c. stepanyani: centraal Vietnam.
- S. c. soror: Maleisië.